# Odorrana hosii
Odorrana hosii är en groddjursart som först beskrevs av George Albert Boulenger 1891.  Odorrana hosii ingår i släktet Odorrana och familjen egentliga grodor. Inga underarter finns listade i Catalogue of Life.
Denna groda förekommer på södra Malackahalvön, Borneo, Sumatra, Java och på flera mindre öar i regionen. Arten lever i låglandet och i bergstrakter upp till 1700 meter över havet. Den vistas intill vattendrag i regnskogar och andra fuktiga skogar. Honan lämnar de befruktade äggen i vattnet.
Lokala bestånd hotas av landskapsförändringar och vattenföroreningar. Odorrana hosii är inte sällsynt med populationen minskar. IUCN kategoriserar arten globalt som livskraftig.